# Pectinura honorata
Pectinura honorata är en ormstjärneart som beskrevs av Jean Baptiste François René Koehler 1904. Pectinura honorata ingår i släktet Pectinura och familjen Ophiodermatidae. Inga underarter finns listade i Catalogue of Life.